# Living room 802
『living room 802』（リビングルーム エイトオーツー）は、FM802で2023年4月8日から2025年3月29日まで放送されていたラジオ番組。

## 概要
2023年4月期改編により放送開始された番組。キャッチコピーは「つい夜更かししちゃう金曜深夜。眠れない人たちがシェアハウスのリビングに集まってお喋りする様な2時間。」で、1週間の出来事や今後の楽しみをシェアするといったプログラムであった。番組内容としては音楽をはじめ、映画や舞台、イベントなどのエンタメ情報を紹介していた。
当番組でDJを務めた豊田穂乃花は、日曜未明（土曜深夜）放送の『802 Palette』と週2日で深夜番組を担当していた。

## DJ
- 豊田穂乃花

代演
- ハタノユウスケ（2024年6月8日〈豊田の体調不良に伴う代演〉[2]）

## 放送時間
- 土曜日 3:00 - 5:00（金曜深夜）（2023年4月8日 - 2025年3月29日）

## 主なコーナー
Add to Favorite
3時台
最新の音楽や映画、舞台、イベントなどの情報を紹介する。
Sofa Music
4時台
夜から朝に変わる時間に向けて、微睡みながら聴ける楽曲を豊田が選曲する。